# 31 Bootis
31 Bootis, som är stjärnans Flamsteed-beteckning, är en ensam stjärna i den södra delen av stjärnbilden Björnvaktaren. Den har en skenbar magnitud på ca 4,85 och är synlig för blotta ögat där ljusföroreningar ej förekommer. Baserat på parallaxmätning inom Hipparcosuppdraget på ca 6,9 mas, beräknas den befinna sig på ett avstånd på ca 470 ljusår (ca 145 parsek) från solen. Den rör sig närmare solen med en heliocentrisk radiell hastighet på −17 km/s.

## Egenskaper
31 Bootis är en gul till orange jättestjärna av spektralklass G7 IIIa,. Den har en massa som är ca 3,3 gånger solens massa, en radie som är ca 23 gånger större än solens och utsänder ca 275 gånger mera energi än solen från dess fotosfär vid en effektiv temperatur på ca 4 900 K.
31 Bootis är en misstänkt variabel av okänd typ, som har en visuell magnitud av +4,85 och varierar utan någon fastställd i amplitud eller periodicitet, samt en källa till röntgenstrålning.